# 국도 제25호선 (베트남)
국도 제25호선(베트남어: Quốc lộ 25)은 푸옌성 푸호아현과 잘라이성 쯔세현을 사이에 둔 베트남의 일반 국도로, 총 연장은 약 180.810 km이다. 그리고 해당 도로는 국도 제14호선과 직접 접촉되어 있는 것으로 나와 있다.